# 大屋権平
大屋 権平（權平、おおや ごんぺい、1861年4月1日（文久元年2月22日）- 1923年（大正12年）3月31日）は、日本の鉄道官僚・技師、土木技術者。工学博士、朝鮮総督府鉄道局長官。

## 経歴
周防国岩国藩士・大屋定保の長男として生まれる。1883年（明治16年）東京大学理学部（土木）工学科を卒業し、陸軍御用掛となる。
1886年（明治19年）10月、鉄道局に転じて鉄道技師に任じられ、横須賀線、東海道線の建設に従事した。その後、臨時鉄道隊技術部長、逓信省鉄道技監、兼鉄道作業局工務部長を歴任。1901年（明治34年）6月、鉄道事業の視察調査のため欧米に派遣され、1902年（明治35年）4月に帰国した。1901年8月、工学博士の学位を授与された。1903年（明治36年）12月に休職となる。
1903年、京釜鉄道の工事長に転じた。その後、統監府鉄道管理局技師・工務部長兼総務部長、統監府鉄道管理局長、鉄道院技監兼韓国鉄道管理局長を経て、1910年（明治43年）朝鮮総督部鉄道局長官に就任し、朝鮮半島の鉄道建設に尽力した。
1923年3月、東京府荏原郡大崎町上大崎長者丸（現東京都品川区）の自宅で療養中に死去した。

## 栄典
- 1911年（明治44年）6月13日 - 旭日重光章[5]

## 親族
- 妻 大屋アツ子（今井兼利陸軍少将の三女）[2]